# Cambaroides japonicus
Cambaroides japonicus — животное отряда десятиногих раков, эндемик Японии.
Это мелкий вид (6 см) сероватой окраски. Его передние клешни намного слабее, чем у американского сигнального рака, который является инвазивным видом в Японии. Cambaroides japonicus нуждаются в низкой температуре и высокой чистоте воды, поэтому они обитают в верховьях рек или озёр в высокогорных районах. Эти раки часто зарываются вдоль берега реки во время размножения и зимовки. Исследования показали, что Cambaroides japonicus предпочтительно выбирает искусственные норы в зависимости от их относительного размера, что приводит к выводу, что структура нор связана с размерами особи. Их ареал включает Хоккайдо и северный Тохоку (северная часть Хонсю).
Агентство по охране окружающей среды (ныне Министерство окружающей среды) Японии внесло его как уязвимый вид (категория МСОП) в Красный список в 2000 году. Считается, что причинами снижения его численности являются ухудшение качества воды и распространение американских сигнальных раков, которые были завезены в XX веке и постоянно распространяются на севере Японии. Некоторые подозревают, что этот американский рак является переносчиком какой-то болезни, такой как чума раков, известная в Европе, которая уничтожает эндемичных раков.